# Voyager (311)
Voyager è il tredicesimo album in studio del gruppo musicale statunitense 311, pubblicato nel 2019.

## Tracce
1. Crossfire – 2:38
2. Don't You Worry – 3:37
3. Stainless – 3:50
4. Space and Time – 3:34
5. Dream State – 3:15
6. Good Feeling – 3:23
7. What The?! – 3:34
8. Better Space – 3:23
9. Dodging Raindrops – 3:27
10. Rolling Through – 2:53
11. Born to Live – 3:30
12. Charge It Up – 3:12
13. Lucid Dreams – 3:49